# Хортон, Генри
Ге́нри Хо́ллис Хо́ртон (мла́дший) (англ. Henry Hollis Horton-jr.; 17 февраля 1866 — 2 июля 1934) — американский юрист и политик. 36-й губернатор штата Теннесси (1927—1933).

## Ранние годы
Родился в 1866 году в принстонской общине округа Джексон, был одним из 12 детей баптистского священника Генри Холлиса и Энн (до замужества — Мур) Хортон. Он посещал Академию Скотсборо до окончания Уинчестерского колледжа в 1888 году. Он переехал в Хиллсборо и преподавал там в школе, но примерно через год вернулся в Теннесси. В начале 1890-х годов он учился в Университете Юга в Севони, где изучал юриспруденцию.
В 1894 году был принят в коллегию адвокатов и начал заниматься юридической практикой в округе Франклин. Он занимал различные местные должности, включая директора школы и комиссара по выборам, а также работал директором местного банка в Уинчестере.
В 1896 году женился на Аделине Уилхойт. У них был один сын.

## Начало карьеры
Хортон был избран от округа Франклин в Палату представителей штата Теннесси, где работал с 1907 по 1909 год. Он был сторонником сухого закона.
В 1911 году со своей семьёй переехал в округ Маршалл, где управлял фермой и мельницей, которые были основаны родственниками его жены.

## Губернатор
В 1926 году был избран в Сенат Теннесси от округов Маршалл и Линкольн. В 1926—1927 годах он занимал пост спикера Сената. После смерти губернатора Остина Пии, последовавшей 2 октября 1927 года, он, в соответствии с законом Теннесси о наследовании губернаторских полномочий, приступил к обязанностям в качестве нового губернатора Теннесси.
Не имея опыта ведения предвыборной кампании в масштабах штата, он привлёк для своего переизбрания в 1928 году давнего советника Пии и издателя Nashville Tennessean — Люка Ли. Соперники Ли, политические боссы из Мемфиса  и Нэшвилла Эдвард Крамп и Хилари Хаус поддержали Гарри Мак-Элистера, который потерпел поражение от Пии в 1926 году. Третий кандидат, Льюис Поуп, также претендовал на выдвижение от Демократической партии и пользовался поддержкой вдовы Пии. После упорной первичной кампании Хортон победил в номинации, набрав 97 333 голоса против 92 017 за Мак-Элистера и 27 779 за Поупа. На всеобщих выборах он победил кандидата от Республиканской партии Роли Хопкинса, набрав 195 546 голосов против 124 733.
Во время второго срока Хортон вместе с Ли начал использовать покровительство штата для распределения рабочих мест в Мемфисе в попытке ослабить влияние Крампа. Крамп, который баллотировался в Конгресс и хотел сосредоточиться на своей собственной кампании, согласился поддержать Хортона в губернаторской гонке 1930 года, если он и Ли прекратят оказывать покровительство его врагам. Устранив Крампа, Хортон победил своего главного оппонента на выборах — Ламберта Гвинна — со счётом 123 642 голосов против 88 416 на праймериз Демократической партии. На всеобщих выборах он победил республиканца Артура Брюса, набрав 144 995 голосов при 101 285 у Брюса.
Через четыре дня после того, как Хортон был переизбран губернатором, Банк Теннесси, принадлежавший сотруднику Люка Ли Роджерсу Колдуэллу, был объявлен неплатёжеспособным после краха фондового рынка в 1929 году, а вскоре за ним последовали банки Колдуэлла по всему Югу. Хортон вложил более 6 миллионов долларов в государственные фонды в банках Колдуэлла, все из которых были потеряны.
Расследование Генеральной ассамблеи штата Теннесси выдвинуло обвинения в том, что Хортон вступил в сговор с Ли и Колдуэллом, чтобы управлять ветвями власти штата ради собственной финансовой выгоды в обмен на политическую поддержку Ли. Крамп и его союзники обвинили Хортона в размещении государственных средств в банках его политических союзников. Они также обвиняли Хортона в том, что он заключал контракты без участия в торгах с компанией Колдуэлла Кайрок, всё из-за тех же союзнических обязательств. Позднее Ли и Колдуэлл были осуждены за банковское мошенничество. В июне 1931 года за предложение об импичменте Хортону проголосовала Палата представителей штата, но предложение провалилось 58 голосами против 41. Хортон закончил свой срок полномочий и больше не переизбирался.
Во время пребывания Хортона на посту губернатора он продолжил большинство реформаторских инициатив Пии. Он отменил налог на землю, который был непопулярен среди фермеров, учредил комиссию по условно-досрочному освобождению, создал государственное подразделение аэронавтики и разработал систему второстепенных автомобильных дорог штата. Он поддерживал установку статуй Эндрю Джексона и Джона Севьера, Теннесси в Зале скульптур в Вашингтоне.

## Поздняя жизнь
После ухода с поста губернатора Хортон удалился на свою ферму в округе Маршалл. Он умер от инсульта 2 июля 1934 года и был похоронен в Льюисберге.

### Память
В 1961 году штат выкупил ферму Хортона у его наследников. На её месте создали парк Генри Хортона, посвященного его памяти. В парке до сих пор остались части разрушенной мельницы, которой управляли Хортон и его родственники.
Участок трассы 31 в округе Маршалл был назван в честь Хортона.